# Брекча
Брекчите са група грубозърнести скали, състоящи се от здраво слепени ъгловати отломки от един или няколко вида скали или минерали, с размер над 1 см. Горната граница на размера на фрагментите се определя нееднозначно от различните автори. Някои я приемат на 5 м, други – на 10 м или дори на 20 м. Свързващата материя е някакъв вид финозърнесто минерално или скално вещество, наричано цимент. Названието на брекчата идва от италианската дума breccia, означаваща отломка.
Когато образуващите късове са заоблени, скалата се нарича конгломерат. Съществуват и преходни форми със смесени ръбести и закръглени късове, които се наричат конгломератни брекчи. При други размерът на фрагментите е изключително малък, почти микроскопичен. Това са разновидности на брекчите, преходни към туфи, наричани брекчиеви туфи или туфоберкчи.
Фрагментите на брекчите могат да бъдат от еднакви или различни скали. Обикновено рязко се различават по състав от свързващото вещество, но понякога могат да бъдат и подобни на него. Както отломките, така и циментът, могат да бъдат с най-разнообразен състав – базалтови, варовикови, гнайсови, порфирни и други.

## Класификация
Съществува голямо разнообразие от брекчи, които се различават по състав, размер на фрагментите и относителното количество цимент. Не по-малко разнообразни са и начините им на образуване. С тяхната класификация са се занимавали много учени – Нортън през 1917, Рейнолдс – 1928, Дмитрий Наливкин – през 1933 и втори път през 1955, както и много други след тях. Класификациите им също са разнообразни. Тук е дадена една примерна класификация.

### Според размера на слепените фрагменти
- Едрозърнести (блокови) – с размер на частиците над 1 м[1]
- Среднозърнести – с размери между 1 м и 10 см[1]
- Финозърнести – с размери между 10 см и 1 см[1]

### Според геоложките процеси, при които са образувани
- Екзогенни – създадени над земната повърхност[1]
- Ендогенни – образувани под земната повърхност[1]

### Според състава на фрагментите
- Моногенни (еднородни) – състоят се само от един вид скали или минерали. Те са най-широко разпространени, представени от глина, гранит, гнайс, пясъчник, варовик, боксит, кремък, сол, базалт, дацит, риолит и др. Дебелината на еднократно отложените слоеве рядко достига до няколко десетки метра.[2]
- Полигенни (хетерогенни, разнородни) – съдържат различни видове скали или минерали. Състоят се от различни вулканични, утаечни и метаморфни скали и образуват слоеве с дебелина стотици метри. Свързващото вещество в тях може да бъде пясъчно, глинесто, кремъчно, лимонитно, битумно и др.[2]

### Според свързващото вещество (цимент)
Съществуват много варианти за вида на пълнежа между фрагментите. Обикновено спомагателните материали съдържат варовик, фелдшпат, кварц, слюда, глина, гипс и други. Често се срещат брекчи, чието свързващо вещество е съставено от много фино натрошен базалт – базалтови брекчи. Съществуват още мраморни, варовикови и т.н. Обикновено те се натрупват постепенно и през продължителен период от време, най-често във вертикални карстови пещери.

### Според начина си на образуване
Брекчите могат да се образуват при различни взривове, свлачища, разломи, метеоритни кратери, от скални останки, които по някаква причина са смачкани под високо налягане и циментирани в продължение на столетия.
- Вулканични (първични)
- Метасоматични (вторични)
- Тектонични
- Седиментни
- Карстови
- Ударни

## Вулканични брекчи (първични)
Това са скали, състояща се от ъгловати или слабо заоблени блокове от лава, шлака или вулканични бомби, циментирани от финозърнеста пепел или лава. Образуването им е тясно свързано с издигането по каналите и разливането на разтопена, огнетечна лава, която е основен материал на много от вулканичните изригвания. Съществуват два вида вулканични брекчи – от разцепване (туфобрекчи) и от триене (лавови брекчи). Типичен представител на вулканичните брекчи е кимбърлитът.

### Брекчи, резултат от триене (лавови брекчи)
Те се формират от издигащата се лава, която често се движи нагоре с голяма сила и бързина, трие се в стените на пукнатините, канала и кратера и откъсва фрагменти от скалите, покрай които преминава. Те се включват в основната магмена маса и се отнасят от нея на повърхността. Това са отломки от скали, образувани на значително по-голяма дълбочина от отверстието на кратера. Разливайки се по повърхността, вследствие на триенето, лавата увлича и включва в състава си голямо количество отломки от продукти, натрупани там от предишни изригвания. Налягането на свежите маси лава от кратера ги разрушава и ги циментира с материали със същия състав и дори понякога с една и съща структура.

### Брекчи, резултат от разцепване (туфобрекчи)
Понякога горещата, още течна лава, започва да се разпада и разцепва на две или повече химични комбинации. Всяка от тях кристализира самостоятелно и се създават скални маси, различни по минерален състав или структура. Образувани по този начин, по структура скалите принадлежат към детритните, а като произход – към вулканичните. Ако еднородните маси се намират в правилни, редуващи се ленти, скалата се нарича еутаксит. Ако се редуват хаотично в неправилни участъци, на случаен принцип, се нарича атаксит. Такъв тип брекчи често се срещат при трахита, фонолита, авгитовите порфири и други.

## Метасоматични брекчи (вторични)
Това са отломки от един или няколко вида скали, първо раздробени, често от изветряне, и впоследствие свързани хидрохимически с някакъв цимент. Това става или на мястото на образуването на фрагментите, или там, където са отнесени, обикновено от течащи води. Метасоматични са и онези брекчи, формирани под влиянието на планинообразуващи процеси и раздробени в новообразуваните гънки или на местата на хоризонталното преместване на геологическите пластове, които по-късно са циментирани хидрохимически.

## Тектонични брекчи
Тектоничните брекчи се състоят от споени ръбести скални фрагменти, които се образуват в резултат от раздробяване и механично износване на скалите. Възникват по равнината на тласъка при движение на тектоничните плочи или по време на огъването на земната кора. Срещат се по равнината на разместването и при стръмни разломи, а понякога са резултат от триенето на отделните подвижни блокове. По време на огъване тектоничните брекчи се появяват в резултат от движение, успоредно на земните слоеве, придружено от раздробяването на скалния материал. Образуването им е ограничено до повърхностната зона на земната кора. Последващото циментиране на тези фрагменти може да стане чрез въвеждането на минерални вещества от подземните води. Дебелината им варира от сантиметри до десетки метри. Ако има достатъчно голяма площ на оголване на пластовете, брекчите могат да лежат между двете стени на разлома, като от едната и другата страна могат да се видят съвсем различни скали.
Размерите на отломките варират от микроскопични до огромни блокове от десетки и стотици метри в диаметър. Пространството между фрагментите обикновено е запълнено с по-фино раздробени частици от същия вид скали. Дебелината на слоя брекчи зависи от техния състав, вместването им по продължение на образуваните пролуки и дълбочината от повърхността на земята. Размерът на фрагментите и дебелината на слоевете брекчи зависят и от условията на движението на плочите, както и от механичните свойства на самите скали. В тектоничните брекчи фрагментите са по-ръбести и обикновено са разположени хаотично. Освен това те често съдържат внесен материал, който запълва пукнатините и пролуките между отломките.

## Седиментни брекчи
В континентални условия седиментните брекчи възникват по време на раздробяване и циментация на делувиални склонове и са изградени от произволно ориентирани скални парчета. Съдържат повече от 30% ъгловати скални късове с размер над 2 мм, получени от механично изветряне или деформация на близките скали. Тяхната ъглова форма предполага минимално транспортиране на материала. Понякога брекчите са резултат от диагенеза – образуват се при промяната на съществуващи седиментни скали в нови, също седиментни. Това се случва по време на, и след скалообразуване, при температури и налягания по-малки от тези, необходими за образуването на метаморфни скали и се отнася и до диагенезата на утайки от лахари във вулканични области.
В морски условия брекчите се образуват поради разрушаването на крайбрежните скали, стените на рифтовите долини на средноокеанските хребети и скалите от океанското дъно.
Друга разновидност са т.нар. „костни брекчи“, които се състоят изцяло от фосилизирани останки от изкопаеми организми – кости, щитове, люспи и др. Те се характеризират с висока концентрация на фосфор, а понякога и на уран и редкоземни елементи.

## Карстови брекчи
Карстовите брекчи обикновено се срещат в земни падини или на места, където подземните води натрупват разрушени скални маси, като пещери, понори, кари, валози и др.

## Ударни брекчи
В резултат от удари на метеорити в земната кора понякога се образуват кратери с натрошена скална маса, съдържаща разнообразни по големина ъгловати фрагменти. Брекчите се образуват чрез разрушаване и слепване на скалите при развитите екстремни налягане и температури, които се индуцират бързо при метеоритни удари. Те се отлагат във или около ударния кратер или се инжектират в околните скали като дайки. Брекчи от този тип може да присъстват на пода на кратера, по ръба му или в изхвърлената извън него маса.
При развитите висока температура и налягане, често ударните брекчи се превръщат в метаморфни скали – катаклазити, милонити, филонити и др. Катаклазитите (микробрекчи) съдържат дребни фрагменти, милонитите – много дребни, а филонитите имат хомогенен вид и всички частици са смлени във вид на скално брашно.

## Употреба
Брекчите се срещат навсякъде по света и са открити също на Луната и Марс. Те не са много траен материал, тъй като са нееднородни и съдържат кухини и пукнатини. По същата причина обаче, се обработват много лесно и леко се поддават на шлифоване, полиране и обкантване.
В природата се срещат брекчи с високи декоративни качества, с богатство на цветовете и оттенъка, оригинална фактура и интересни съчетания от форми на различните съставящи ги скални късчета. Моногенните гранитни и мраморни брекчи се използват за облицовки и настилки в интериора и екстериора на сгради. От брекчи се изроботват плотове, первази на прозорци, вази и други елементи на вътрешния дизайн. Намират приложение и при оформлението на градини и дворове – за пътечки, тротоари, при направата на фонтани и басейни. Някои екземпляри се окачествяват като полускъпоценни и от тях се изработват ювелирни изделия.
При угасналите вулкани се срещат брекчи, които са находища на рудни изкопаеми и самородни метали. Често в Азия се намират златоносни брекчи. В рудниците на Нова Гвинея, а и на други места, се извличат брекчи, богати на цветни метали.
- Брекча, съдържаща андезит от Ланкашир, Англия
- Брекча от Мозаечния каньон в Долината на смъртта, Калифорния, САЩ
- Варовикова брекча, остров Сан Салвадор, Бахамски острови
- Най-голямата гнайсова брекча на остров Осмуссаар, Естония
- Масивен слой ударна брекча, покриващ варовика в кариерата Гунделсхайм, Баден-Вюртемберг, Германия
- Базалтова брекча от Нова Скотия, Канада